# Wieżyca (Pogórze Bolkowskie)
Wieżyca – wzgórze o wysokości 395 m n.p.m. położone na Pogórzu Bolkowskim. Wzniesienie znajduje się na terenie gminy Dobromierz pomiędzy Dobromierzem a Bronówkiem. Zbudowana jest ze staropaleozoicznych zieleńców należących do metamorfiku kaczawskiego.
Na szczycie wzgórza znajduje się wieża widokowa, z której roztacza się widok m.in. na Jezioro Dobromierz i Góry Wałbrzyskie.